# Gary Kwok (Rennfahrer)
Gary Kwok (* 11. Juni 1966 in Hongkong) ist ein kanadischer Autorennfahrer.

## Karriere
Kwok begann seine Motorsportkarriere 1987 in Hongkong und tritt seitdem in einigen asiatischen und nordamerikanischen Serien an. Von 2009 bis 2011 startete er in der Castrol Canadian Touring Car Championship. Zunächst für zwei Jahre in der Super Class, dann ein Jahr in der Touring Class. 2011 gewann er die Touring-Class-Wertung bei drei Rennen und wurde Fünfter in dieser Kategorie.
2011 nahm Kwok darüber hinaus in der Tourenwagen-Weltmeisterschaft (WTCC) für Wiechers-Sport in einem BMW 320 TC an einer Veranstaltung teil. Er blieb mit einem 16. Platz als bestes Resultat ohne Punkte.

## Persönliches
Kwok ist verheiratet und hat drei Kinder.

## Karrierestationen
| - 2005: Hongkong Touring Car Championship - 2008: Canadian GT Sprints Trophy | - 2009: Canadian Touring Car Championship, Super (Platz 12) - 2010: Canadian Touring Car Championship, Super (Platz 10) | - 2011: Canadian Touring Car Championship, Touring (Platz 5) - 2011: WTCC |